# Знаменская (Липецкая область)
Знаменская — деревня в Данковском районе Липецкой области. Входит в состав Баловневского сельсовета.

## История
В 1960 году указом Президиума Верховного Совета РСФСР деревня Погореловка переименована в Знаменскую.

## Население
| 2010 |
| ---- |
| 18   |